# Martin Blinkhorn
Martin Blinkhorn (Lancashire, 1941) es un historiador británico. 

## Biografía
Nacido en 1941 en Lancashire, estudió en el Pembroke College de Oxford. Se trasladó a la Universidad de Stanford, en California, para regresar a Gran Bretaña, a Oxford, donde trabajó varios años con el profesor Raymond Carr. Es profesor emérito de la Universidad de Lancaster. Forma parte de la escuela de investigadores encabezada por Carr que han estudiado el pasado reciente de España, junto con nombres como Paul Preston, Shlomo Ben-Ami y Frances Lannon o los españoles Joaquín Romero Maura, José Varela Ortega y Juan Pablo Fusi.

## Obras
Es autor de obras como Carlism and Crisis in Spain 1931-1939 (Cambridge University Press, 1975), sobre el carlismo durante la Segunda República Española y la Guerra Civil, Mussolini and Fascist Italy (1984), o Fascism and the Right in Europe, 1919-1945 (Longman, 2000), entre otras.
Ha sido también editor de Spain in Conflict 1931-1939. Democracy and Its Enemies (1986), Fascists and Conservatives: The Radical Right and the Establishment in Twentieth Century Europe (Unwin Hyman, 1990) y Landownership and Power in Modern Europe (Harper & Collins, 1991), junto con Ralph Gibson, entre otros trabajos.